# Тайны Ниро Вульфа
«Тайны Ниро Вульфа» (англ. A Nero Wolfe Mystery) — американский телесериал, основанный на произведениях Рекса Стаута о Ниро Вульфе и Арчи Гудвине. Представляет собой стилизованную драму, действие которой происходит в Нью-Йорке в начале 1950-х годов. Транслировался каналом A&E в период с апреля 2001 по август 2002 года. Один из первых телесериалов, снятых в формате HD.
Сценарий для большинства серий написала Шэрон Элизабет Дойл при участии Уильяма Рэбкина и Ли Голдберга. Главные роли исполнили Мори Чайкин и Тимоти Хаттон. Характерной особенностью проекта являются актёры второго плана, исполняющие несколько разных ролей, зачастую в одном и том же эпизоде.
Сериал получил высокие оценки за сохранение языка и духа оригинальных историй Стаута, актёрский дуэт Хаттона и Чайкина, а также за джазовую музыку композитора Майкла Смолла. Был номинирован на несколько наград, в том числе на Премию Эдгара Аллана По. В русскоязычном пространстве сериал транслировался телеканалами «ТВС», «Культура» и «100ТВ».

## Синопсис
Эксцентричный гений Ниро Вульф живёт в собственном особняке на Западной 35-й улице в Манхэттене, выращивает около 10 000 орхидей и питается самыми изысканными блюдами, которые ему готовит личный шеф-повар Фриц Бреннер. Чтобы поддерживать свой роскошный образ жизни и оплачивать услуги помощников, Вульф раскрывает преступления, непосильные для нью-йоркской полиции в лице инспектора Крамера. С Вульфом работает детектив-острослов Арчи Гудвин, от лица которого ведётся повествование. Гудвин описывает Ниро Вульфа как человека, «который думает, что он величайший детектив мира» и впоследствии добавляет: «Истина бытия, он велик».

## История создания

### Предпосылки
Права на экранизацию историй о Ниро Вульфе независимый продюсер Майкл Джаффе приобрёл ещё в начале своей карьеры. В середине 1970-х годов
он работал вместе с отцом адвокатом Генри Джаффе. Права на Ниро Вульфа только появились на рынке и Warner Bros. хотели адаптировать к большому экрану трилогию романов о противостоянии Вульфа и криминального гения Арнольда Зека. Компания обратилась к Генри Джаффе, который в то время вёл переговоры с агентом по имуществу Рекса Стаута, но в итоге права на эти истории перехватила студия Paramount Pictures. В 1981 году подразделение Paramount Television представило на канале NBC 14-серийный телесериал под названием «Ниро Вульф».
Майклу Джаффе также удалось купить права на несколько романов и повестей Рекса Стаута, но долгое время они оставались нереализованными. Возможность для экранизации представилась продюсеру в 2001 году. «Одной из причин, по которой я никогда не пытался сделать сериал, было неверие в то, что телесеть позволит снять его правильно.» — вспоминал Джаффе — «Но тут появляются A&E и Аллен Сабинсон. Я знаю его много лет. Он поклялся, что позволит мне всё сделать правильно». Первым плодом сотрудничества Джаффе и Сабинсона стал фильм «Золотые пауки».
Исходный материал для двух сезонов «Тайн Ниро Вульфа» был написан между 1940 и 1966 годом, но для большинства историй это 1950-е годы. Джаффе объяснил такой подход желанием сфокусироваться на одном десятилетии, а не на трёх-четырёх сразу, как это сделала компания Paramount. Исполнитель роли Вульфа Мори Чайкин добавил, что основной акцент картины поставлен на отношения между персонажами, а не на собственно расследование. «Я думаю, что именно это ценится поклонниками Ниро Вульфа.» — сказал актёр — «Если вы сфокусированы на преступлении, я думаю, вы выбрали не тот сериал. Удовольствие, скорее, испытываешь от персонажей с их странностями и от мира, созданного вокруг них».

### Телевизионный фильм
Сериалу предшествовал 2-часовой фильм «Золотые пауки» производства Jaffe/Braunstein Films, транслировавшийся A&E в марте 2000 года. Режиссёром картины выступил Билл Дьюк, сценаристом — Пол Монаш, адаптировавший одноимённый роман Рекса Стаута 1953 года. Изначально планировалось, что «Золотые пауки» станут первым фильмом в серии полнометражных постановок о Ниро Вульфе и Арчи Гудвине, однако впоследствии высокий рейтинг и положительные критические оценки побудили A&E задуматься о телесериале. Премьера «Золотых пауков» состоялась 5 марта 2000 года в эфире A&E. Фильм занял четвёртое место в списке наиболее популярных полнометражных картин A&E, его посмотрело около 3,2 миллиона телезрителей. В конечном итоге создатели проекта отказались от ряда 2-часовых картин в пользу еженедельных часовых серий.
«Мы были так рады приёму фильма, что сказали: „Возможно, из этого получится часовое шоу“» — поделился один из руководителей A&E Аллен Сабинсон — «Я не думал, и Мори Чайкин и Тимоти Хаттон не думали, что это будет сериал. Эти люди не снимаются в сериалах. Но они хорошо провели время, и, думаю, они влюбились в своих героев. Видя уровень уважения и ответственности при создании фильма, они были настроены доброжелательно, когда мы подошли и спросили: „Готовы ли вы продолжить съёмки в формате часовых серий?“»

### Съёмки сериала
Получив согласие актёрского состава, съёмочная группа приступила к работе в августе 2000 года. Сериал снимался компаниями A+E Networks и Jaffe/Braunstein Films при участии FremantleMedia в Торонто и, частично, Манхэттене. По словам продюсера, на каждый эпизод в среднем было затрачено по 1 миллиону долларов. При этом Jaffe/Braunstein Films стали одними из первых, кто начал использовать технологии HD для телевизионного формата. C помощью опытного оператора Джона Берри весь второй сезон «Тайн Ниро Вульфа» был снят в High-Definition. Дизайнером выступила Линдси Хермер-Бэлл, костюмером — Кристофер Харгадон. Вступительная заставка была нарисована супругой Тимоти Хаттона Ауророй Жискар д’Эстен. Для каждого эпизода был использован уникальный, неповторяющийся визуальный ряд. Свою лепту в создание «Тайн Ниро Вульфа» также внесла шеф-повар Дженис Пун, приготовившая изысканные блюда, которые персонаж Фриц Бреннер подавал Ниро в кадре.
Создатели изменили тон проекта на более «яркий и плюшевый», придя к выводу, что «Золотые пауки» был «слишком зловещим» фильмом. «Мы рассказываем о неприятных вещах, но мы удаляем из истории все сентиментальности» — пояснил исполнитель роли Арчи Тимоти Хаттон — «Люди проходят через неё, как будто опаздывают на поезд. Таков наш стиль». Ключевое значение создатели уделили разговорам Вульфа и Арчи, которые подчёркивают различия между героями. «Диалоги были взяты непосредственно из [книг] Стаута» — сообщил Тимоти Хаттон — «Это очень остроумные и элегантные вещи, и их целые страницы».

## Актёрский состав
Кресло гения-затворника Ниро Вульфа в сериале занял Мори Чайкин, его непочтительного помощника Арчи Гудвина сыграл Тимоти Хаттон. Помимо своей роли на экране, Хаттон также был исполнительным продюсером сериала и лично срежиссировал четыре эпизода. Роль шеф-повара Фрица Бреннера исполнил Колин Фокс. Инспектора Крамера сыграл Билл Смитрович, его помощника сержанта Перли Стеббинса — Р. Д. Рейд. Роли внештатных детективов Сола Пензера, Фрэда Даркина и Орри Кэтера исполнили Конрад Данн, Фульвио Чечере и Трент МакМаллен соответственно. Сол Рабинек, игравший Сола Пензера в «Золотых пауках», в «Тайнах Ниро Вульфа» взял на себя роль репортёра «New York Gazette» Лона Коэна.
Характерной особенностью сериала являются репертуарные актёры. Кэри Матчетт, Дебра Монк, Никки Гуаданьи, Бойд Бэнкс, Джордж Плимптон, Рон Рифкин, Мэриэн Селдес, Фрэнси Свифт, Джеймс Толкан и другие играли в «Тайнах Ниро Вульфа» сразу несколько ролей второго плана. Чтобы усилить отличия стилизованной адаптации книг про «Ниро Вульфа» от прочих ТВ-шоу исполнительный продюсер сериала Майкл Джаффе решил найти актёров, которые бы понимали и вписывались в уникальный подход шоу. «Все остальные ТВ-шоу мучаются с кастингом. — объяснил Джаффе — Но мы этого не делаем. У нас есть двадцать-тридцать людей в нашей репертуарной компании и мы получаем великих актёров, играющих небольшие роли.» Так, Кэри Матчетт в эпизоде «Смерть содержанки» одновременно играет роль подруги Арчи Гудвина Лили Роуэн и певицы Джулии Джакетт, Никки Гуаданьи в серии «Умолкнувший оратор» — роль миссис Крамер и секретарши.

## Список эпизодов
| Номер | Название                                        | Режиссёр        | Сценарист                        | Дата трансляции            |
| --- | ----------------------------------------------- | --------------- | -------------------------------- | -------------------------- |
| 1.1 | «Звонок в дверь» «The Doorbell Rang»            | Тимоти Хаттон   | Майкл Джаффе                     | 22 апреля 2001 года        |
| Эксцентричная женщина-миллионер, подозревая за собой слежку со стороны агентов ФБР, предлагает Ниро Вульфу 100 000 долларов, чтобы детектив оградил её от преследования.                                            |                                                 |                 |                                  |                            |
| 1.2 | «Бокал шампанского» «Champagne for One»         | Тимоти Хаттон   | Уильям Рэбкин, Ли Голдберг       | 29 апреля, 6 мая 2001 года |
| Арчи Гудвин присутствует на благотворительном обеде для одиноких матерей и становится свидетелем отравления и смерти одной из посетительниц.                                                                        |                                                 |                 |                                  |                            |
| 1.3 | «Игра в бары» «Prisoner’s Base»                 | Нилл Фирнли     | Уильям Рэбкин, Ли Голдберг       | 13 мая, 20 мая 2001 года   |
| Неизвестная особа, не раскрывая своей личности, просит убежища в доме Ниро Вульфа, и в то же время к детективу обращаются с просьбой найти некую молодую женщину.                                                   |                                                 |                 |                                  |                            |
| 1.4 | «Вышел месяц из тумана» «Eeny Meeny Murder Moe» | Джон Л’Экаер    | Шэрон Элизабет Дойл              | 3 июня 2001 года           |
| Секретарша некой юридической фирмы приходит к детективам с просьбой о внутрислужебном расследовании, но неизвестный убивает её прямо в кабинете Вульфа его же галстуком.                                            |                                                 |                 |                                  |                            |
| 1.5 | «Маскарад для убийцы» «Disguise for Murder»     | Джон Л’Экаер    | Шэрон Элизабет Дойл              | 17 июня 2001 года          |
| В особняке Ниро Вульфа проходит выставка орхидей, но мероприятие омрачает смерть дамы, которая незадолго до этого сообщила Арчи, что среди гостей присутствует убийца.                                              |                                                 |                 |                                  |                            |
| 1.6 | «Дверь к смерти» «Door to Death»                | Холли Дэйл      | Шэрон Элизабет Дойл              | 24 июня 2001 года          |
| В поисках садовника для своей оранжереи Ниро Вульф покидает особняк в Манхэттене и отправляется в округ Уэстчестер, где в одной из теплиц он находит мёртвое тело.                                                  |                                                 |                 |                                  |                            |
| 1.7 | «Рождественская вечеринка» «Christmas Party»    | Холли Дэйл      | Шэрон Элизабет Дойл              | 1 июля 2001 года           |
| Гудвин присутствует на рождественском вечере, который устраивает его знакомая Маргарет Дикки, и на котором происходит убийство её будущего мужа.                                                                    |                                                 |                 |                                  |                            |
| 1.8 | «Только через мой труп» «Over My Dead Body»     | Тимоти Хаттон   | Шэрон Элизабет Дойл, Джанет Роач | 8 июля, 15 июля 2001 года  |
| Женщина, прибывшая из Черногории, просит защитить её подругу от неоправданных обвинений в убийстве, заявляя, что та — потерянная приёмная дочь Ниро Вульфа.                                                         |                                                 |                 |                                  |                            |
| 2.1 | «Смерть содержанки» «Death of a Doxy»           | Тимоти Хаттон   | Шэрон Элизабет Дойл              | 14 апреля 2002 года        |
| Один из помощников Вульфа Орри Кэтер подозревается в убийстве танцовщицы, и его коллеги решают найти настоящего виновника преступления.                                                                             |                                                 |                 |                                  |                            |
| 2.2 | «Последний свидетель» «The Next Witness»        | Джеймс Толкан   | Шэрон Элизабет Дойл              | 21 апреля 2002 года        |
| Вульфа вызывают в суд в качестве свидетеля обвинения, но он отказывается, сочтя подозреваемого невиновным, и начинает собственное расследование.                                                                    |                                                 |                 |                                  |                            |
| 2.3 | «Умри, как собака» «Die Like a Dog»             | Джеймс Толкан   | Шэрон Элизабет Дойл              | 28 апреля 2002 года        |
| Ниро Вульф отказывает некому Ричарду Мегану в просьбе отыскать пропавшую жену, и вскоре Мегана убивают, а за Арчи Гудвином увязывается собака покойного.                                                            |                                                 |                 |                                  |                            |
| 2.4 | «Банальное убийство» «Murder is Corny»          | Джордж Блумфилд | Уильям Рэбкин, Ли Голдберг       | 5 мая 2002 года            |
| Арчи Гудвин соперничает с посыльным за благосклонность юной дамы, но вскоре посыльного убивают, и Арчи становится единственным подозреваемым.                                                                       |                                                 |                 |                                  |                            |
| 2.5 | «Погоня за матерью» «Motherhunt»                | Алан Смити      | Шэрон Элизабет Дойл              | 12 мая, 19 мая 2002 года   |
| Богатая вдова находит на пороге своего дома корзину с младенцем и нанимает Вульфа для поисков матери брошенного ребёнка.                                                                                            |                                                 |                 |                                  |                            |
| 2.6 | «Отрава входит в меню» «Poison a la Carte»      | Джордж Блумфилд | Уильям Рэбкин, Ли Голдберг       | 26 мая 2002 года           |
| На ежегодном собрании любителей орхидей в доме Ниро Вульфа Фриц подаёт изысканный ужин, который становится причиной смерти одного из гостей.                                                                        |                                                 |                 |                                  |                            |
| 2.7 | «Слишком много клиентов» «Too Many Clients»     | Джон Л’Экаер    | Шэрон Элизабет Дойл              | 2 июня, 9 июня 2002 года   |
| Вульфу грозит банкротство, и он с неохотой берётся за дело вице-президента крупной корпорации, которое оборачивается смертью заказчика и несколькими прибыльными клиентами.                                         |                                                 |                 |                                  |                            |
| 2.8 | «Прежде, чем я умру» «Before I Die»             | Джон Л’Экаер    | Шэрон Элизабет Дойл              | 16 июня 2002 года          |
| Влиятельный гангстер Дейзи Перрит нанимает Ниро Вульфа, чтобы прекратить шантаж со стороны своей мнимой дочери и защитить настоящую, не знающую, кто её отец.                                                       |                                                 |                 |                                  |                            |
| 2.9 | «Требуется помощник» «Help Wanted, Male»        | Джон Л’Экаер    | Марк Стейн                       | 23 июня 2002 года          |
| Получив анонимное письмо с угрозой убийства, Ниро Вульф нанимает двойника, который будет исполнять роль детектива, пока настоящий Вульф ищет преступника.                                                           |                                                 |                 |                                  |                            |
| 2.10 | «Умолкнувший оратор» «The Silent Speaker»       | Майкл Джаффе    | Майкл Джаффе                     | 14 июля, 21 июля 2002 года |
| Вновь оказавшись на грани банкротства, Вульф берётся за нежелательное для него расследование убийства лидера Бюро регулирования цен Чейни Буна.                                                                     |                                                 |                 |                                  |                            |
| 2.11 | «Убийство полицейского» «Cop Killer»            | Джон Р. Пеппер  | Дженнифер Солт                   | 11 августа 2002 года       |
| В парикмахерской, которую посещают Вульф и Гудвин, происходит убийство полицейского, и её работники — нелегальные эмигранты — просят у Вульфа защиты от обвинений.                                                  |                                                 |                 |                                  |                            |
| 2.12 | «Иммунитет к убийству» «Immune to Murder»       | Джон Р. Пеппер  | Стюарт Камински                  | 18 августа 2002 года       |
| По просьбе госдепартамента Ниро Вульф неохотно прибывает в загородный дом на приём латиноамериканского дипломата, где Арчи находит в реке труп одного из посетителей. Ниро Вульф появляется в шляпе Шерлока Холмса. |                                                 |                 |                                  |                            |

## Отражение литературного первоисточника
Ли Голдберг, написавший, совместно с Уильямом Рэбкином, сценарии эпизодов «Бокал шампанского», «Игра в бары», «Банальное убийство» и «Отрава входит в меню», описал процесс адаптации романов таким образом: «Каждый, кто пишет для „Ниро Вульфа“, сотрудничает с Рексом Стаутом. Требованием исполнительных продюсеров Майкла Джаффе и Тимоти Хаттона было „делать книги“, даже если означало нарушение некоторых непреложных правил кинодраматургии. Типичный одночасовой телеспектакль обычно состоит из четырёх действий… Но „Ниро Вульф“ проигнорировал формулу, отказавшись от традиционных мини-клиффхэнгера и внезапного сюжетного поворота, предшествующих рекламной паузе. Вместо этого мы дотошно следовали структуре книги, воспроизводя как можно точнее впечатления от чтения романов Рекса Стаута…»
В предисловии к критическому исследованию романов Стаута «At Wolfe’s Door: The Nero Wolfe Novels of Rex Stout» профессор университета Линкольна Джей Кеннет Ван Доуэр написал следующее: «Спустя четверть века после его [Стаута] смерти, книги о Ниро Вульфе продолжают печататься, а в результате очень популярного телесериала A&E, премьера которого состоялась в 2000 году, их постоянное присутствие, кажется, обеспеченно… Успех этого сериала в значительной степени обусловлен сценарием, в высшей степени верным романам. <…> Как обнаружил Рэймонд Чандлер, работая над сценарием фильма „Двойная страховка“, эффектные романные диалоги не всегда остаются таковыми на экране. Но сериалу A&E удалось дословно адаптировать как острые перепалки Вульфа и Арчи, так и закадровое изложение истории. За это обязательно следует поблагодарить актёров, и в первую очередь Мори Чайкина и Тимоти Хаттона, но именно Стаут создал язык и персонажей, которые говорят им. Именно он с помощью слов превратил чтение романов в настоящее удовольствие: от голосов, мыслей, места действия и событий. Продюсер Майкл Джаффе понял это и с величайшей тщательностью воссоздал эти удовольствия на экране».
Своим мнением о «Тайнах Ниро Вульфа» поделился также литературный критик и биограф Терри Тичаут: «Тимоти Хаттон играет Арчи Гудвина, и я не знаю никого, кто сделал бы это лучше. <…> Не успел Хаттон впервые появиться в „Золотых пауках“, как он уже полностью слился с Арчи в моём воображении. Я больше не могу читать романы Стаута, не видя его или не слыша его голос. Однако Арчи мог быть героем любой из эксцентричных комедий; Ниро Вульф гораздо более сложен… Мори Чайкин, несомненно, сам погрузился в романы о Вульфе, ведь он привнёс в свою интерпретацию детальное знание того, что писал Стаут, и неожиданно личное понимание этого. Он играет Вульфа как ужасного гения и эстета, отказавшегося от мира (и от противоположного пола), чтобы защитить себя — от чего? Стаут никогда не отвечал на этот вопрос, дав тем самым Чайкину огромное пространство для манёвров, которое он использовал с завидным мастерством».

## Реакция

### Отзывы критиков
Незадолго до премьерного показа «Тайн Ниро Вульфа» критик New York Magazine Джон Леонард отметил, что «могущественный и таинственный Ниро Вульф Рекса Стаута всегда был естественен для телевидения», возложив большие надежды на новую экранизацию. Диана Холлоуэй из Cox Communications одна из первых отметила «плавную музыку биг-бэндов, сверкающие плавниками автомобили и быстрые, почти музыкальные диалоги». Джон Левескью в своём обзоре в Seattle Post-Intelligencer написал: «Как и многие другие герои фильмов в стиле нуар 1940-50-х годов, Вульф и Гудвин деятельны сверх меры: громогласны, горделивы и себе на уме». В целом критик положительно оценил сериал, но отметил некоторую театральность.
Рецензент Los Angeles Times Говард Розенберг описал «Тайны Ниро Вульфа» как «остроумные, привлекательные и красочные еженедельные серии», добавив, что «наибольшее веселье» вызывают «напыщенный Арчи в соломенной шляпе и щегольских чёрно-белых ботинках» и «затворник-аристократ Вульф, загребающий крупные гонорары и при этом почти не выходящий из собственного дома по делу». Его коллега из The New York Times Джулия Саламон назвала сериал «очаровательным» и отметила актёрскую игру Тимоти Хаттона, сумевшего сохранить «долговязое ребячество» литературного Арчи Гудвина.
Алан Джонсон из The Columbus Dispatch заметил, что серии — «стильное действие, сопровождённое неотразимым ретро-джазом» — лучше, чем полнометражный фильм. Автор Pittsburgh Tribune-Review Лаура Урбани в конце своего обзора заявила, что «многие актёры готовы бы были убить, чтобы стать частью такого остроумного и стильного действа». Обозреватель Associated Press Фрейэр Мур также отметил музыкальное сопровождение сериала — свинг, звучащий «словно ночью в Stork Club».
Критик Style Weekly Дон Дэйл в своей рецензии описал саундтрек «Тайн Ниро Вульфа» как «горячий клубный джаз 30-х и 40-х годов» и оценил работу авторов сценария, сумевших «ухватить изысканные тонкости сложных отношений между Вульфом и Гудвином, выраженные в столь любимой ими разговорной игре». Обозреватель United Press International написал: «Великий актёр-ветеран Мори Чайкин был рождён, чтобы играть Ниро. Тимоти Хаттон в равной степени совершенен в роли его мальчика на побегушках/склочного сотрудника/личного секретаря/доктора Ватсона/капитана Гастингса/кореша, Арчи Гудвина».
Джон Дойл из Globe and Mail описал второй сезон сериала как «абсолютный восторг». Критик заявил, что «отлично проводит время с лукавыми диалогами, сказочной одеждой и всеобщей глупостью, ведь всё это делается с таким талантом и юмором, что невозможно не очароваться». Автор Rocky Mountain News Джин Эймол отметил, что «Мори Чайкин совершенен в роли Вульфа, а Тимоти Хаттон идеален в роли Арчи. Каждая деталь сериала совершенна, вплоть до двухцветных ботинок Арчи и жёлтых рубашек Вульфа». Рецензент Speakeasy Кэри Хендерсон написал, что «Тимоти Хаттон и Мори Чайкин <…> вернули нас в то время,<…> когда телевидение могло быть хорошим».

### Трансляции и рейтинги
Премьера сериала в США и Канаде состоялась в эфире телеканала A&E 22 апреля 2001 года. Второй сезон стартовал 14 апреля 2002 года. Эпизоды транслировались по воскресеньям в 8 часов вечера и повторялись в полночь. Последняя оригинальная трансляция была в воскресенье, 18 августа 2002 года. Повторная трансляция «Тайн Ниро Вульфа» продолжалась вплоть до начала 2003 года, после чего сериал окончательно исчез из эфира A&E. С марта 2004 по май 2006 года сериал показывал родственный A&E канал The Biography Channel, по субботам в 8 часов вечера.
Дебютный сезон «Тайн Ниро Вульфа» в среднем смотрело 1,9 % от общего числа телезрителей. Первые три недели второго сезона также привлекли к экранам твёрдые 1,9 %. Различные передачи A&E в мае 2002 года смотрел лишь 1,1 % всех телезрителей, однако просмотры «Тайн Ниро Вульфа» снизились только до 1,7 %. По итоговым подсчётам, второму сезону сериала внимало в среднем от 1,5 до 2 % телезрителей на территории США и Канады.

### Награды
- 2002 — номинация на Премию Эдгара Аллана По в категории «Лучший телевизионный эпизод» — Уильям Рэбкин и Ли Голдберг, эпизод «Игра в бары»[33]
- 2002 — номинация на Премию Гильдии режиссёров Канады в категории «Достижение в режиссуре» — Холли Дэйл, эпизод «Рождественская вечеринка»[34]
- 2002 — номинация на Премию Гильдии режиссёров Канады в категории «Достижение в редактировании» — Стивен Лоуренс, эпизод «Звонок в дверь»[34]
- 2003 — номинация на Премию звуковых редакторов в категории «Лучшие звуковые эффекты — ТВ формат» — Кевин Бэнкс и Ричард Мартинес, эпизод «Смерть содержанки»[35]
- 2003 — номинация на Премию Альянса канадского кино, телевидения и радио в категории «Выдающееся исполнение» — Мори Чайкин и Кэри Матчетт[36]

## Издания на дисковых носителях
DVD-издания сериала в целом содержали объединённые серии продолжительностью почти в два раза дольше оригинальных. Американские и канадские издания, в частности «Nero Wolfe: The Complete Classic Whodunit Series», помимо самого сериала включали полнометражный фильм «Золотые пауки», а также документальный материал о съёмках — «The Making of Nero Wolfe». Они были подготовлены компанией A+E Networks Home Entertainment. Первое международное издание «Тайн Ниро Вульфа», озаглавленное «Nero Wolfe — Collection One», было выпущено компанией FremantleMedia в августе 2008 года. Вторая часть сборника, «Nero Wolfe — Collection Two», также содержавшая объединённые серии с включением нескольких дополнительных сцен, распространялась компанией Magna Pacific. Последующие три сборника: «A Nero Wolfe Mystery — Serie 1», «A Nero Wolfe Mystery — Serie 2» и «A Nero Wolfe Mystery — Serie 3» содержали серии, адаптированные для просмотра на широком экране. В октябре 2012 года независимая компания Shock Entertainment ограниченным тиражом выпустила полную коллекцию под названием «Nero Wolfe — The Complete Series».
| Название                                | Дата выхода     | Число дисков | Регион | Цифровой идентификатор |
| --------------------------------------- | --------------- | ------------ | ------ | ---------------------- |
| Nero Wolfe: The Complete First Season   | 27 июля 2004    | 3            | 1      | UPC 733961708844       |
| Nero Wolfe: The Complete Second Season  | 28 июня 2005    | 5            | 1      | UPC 733961708899       |
| Nero Wolfe: The Complete Classic Series | 25 апреля 2006  | 8            | 1      | UPC 733961748260       |
| Nero Wolfe — Collection One             | 13 августа 2008 | 3            | 4      | UPC 9316797427038      |
| Nero Wolfe — Collection Two             | 5 декабря 2008  | 3            | 4      | UPC 9315842036140      |
| A Nero Wolfe Mystery — Serie 1          | 11 декабря 2009 | 3            | 2      | EAN 8717344739221      |
| A Nero Wolfe Mystery — Serie 2          | 11 февраля 2010 | 2            | 2      | EAN 8717344739801      |
| A Nero Wolfe Mystery — Serie 3          | 13 апреля 2010  | 2            | 2      | EAN 8717344739481      |
| Nero Wolfe — The Complete Series        | 3 октября 2012  | 8            | 0      | 5 021456 186082        |

## Закрытие
Телеканал A&E объявил о закрытии «Тайн Ниро Вульфа» в августе 2002 года, разместив на своём официальном сайте «важное сообщение» следующего содержания:

Мы и A&E чрезвычайно горды «Ниро Вульфом». Это высококачественное, прекрасно подготовленное развлекательное шоу, в отличие от всего остального телевизионного пейзажа настоящего времени. Хотя у сериала не было жестокой конкуренции в течение двух сезонов, он просто недостаточно хорош для нас, чтобы продолжать производство в условиях нынешнего телевизионного климата.

Сообщение вызвало неоднозначную реакцию. Говоря о «телевизионном климате», Джулия Саламон из The New York Times вспомнила призыв президента и исполнительного директора сети A+E Networks «поваляться в грязи», который привёл к капитальной реорганизации телепрограмм, в ходе которого эфир заняли многочисленные реалити-шоу, востребованные молодыми зрителями больше, чем стилизованный детектив. Сообщение дополнил Джон Дэмпси из Variety, пояснивший, что в своём послании руководство A&E благодарит зрителей за поддержку, но даёт понять, что в условиях жестокого бизнеса шоу не может быть продолжено, несмотря на благоприятные отзывы от критиков и наличие преданных поклонников.
Исполнитель одной из главных ролей Мори Чайкин вспомнил о сериале в интервью 2008 года: «Однажды я работал в фантастическом шоу под названием „Ниро Вульф“, но в то время A&E из интеллектуального канала превратился в бесконечный эфир Dog the Bounty Hunter. Теперь я немного измученный и циничный…»